# (5819) Lauretta
(5819) Lauretta ist ein Asteroid des Hauptgürtels, der am 29. Oktober 1989 vom US-amerikanischen Astronomen Schelte John Bus am Cerro Tololo Inter-American Observatory (IAU-Code I02) in Chile entdeckt wurde.
Der Himmelskörper wurde nach dem Planetenwissenschaftler Dante Lauretta (* 1970) benannt, einem Professor der University of Arizona, der derzeit als leitender Forscher für die OSIRIS-REx-Mission der NASA arbeitet.